# Barrio del Judío
Barrio del Judío är en ort i Mexiko.   Den ligger i kommunen Pachuca de Soto och delstaten Hidalgo, i den sydöstra delen av landet, 80 km norr om huvudstaden Mexico City. Barrio del Judío ligger 2 442 meter över havet och antalet invånare är 436.
Terrängen runt Barrio del Judío är kuperad åt nordväst, men åt sydost är den platt. Runt Barrio del Judío är det tätbefolkat, med 982 invånare per kvadratkilometer. Närmaste större samhälle är Pachuca de Soto, 8,8 km öster om Barrio del Judío. Omgivningarna runt Barrio del Judío är i huvudsak ett öppet busklandskap.